# Marburški virus
Marburški virus (MARV) virus je iz porodice Filoviridae, vrste Marburg marburgvirus, koji kod primata izaziva hemoragijsku grozincu, poznatu kao Marburg virusna bolest. Svjetska zdravstvena organizacija (SZO, engl. WHO) označila je virus kao biološki agens iz skupine 4, što znači da predstavlja ozbiljnu opasnost za ljude i veliki rizik od širenja zaraze.
Virus se na ljude može proširiti kontaktom s velešišmišima, a između ljudi putem tjelesnih tekućina pri spolnom odnosu ili kroz rane. Bolest ovoga virusa može dovesti do hemoragije, groznice i drugih simptoma sličnih onima ebole koja pripada istoj porodici virusa. Prem SZO-u, ne postoje odobrena cjepiva ili protuvirusne terapije za ovu virusnu bolest, no rana profesionalna skrb oko simptoma poput dehidracije može znatno povisiti šanse za preživljavanje.
Godine 2009. u Kampali su započela ekstenzivna klinička ispitivanja cjepiva protiv ebole i bolesti marburga.

## Evolucija
Ovaj se virus može podijeliti na dva kladusa: Ravnov virus i marburški virus. Sojevi marburškog virusa dijele se u dvije skupine: A i B. Sojevi skupine A izolirani su u Ugandi (pet iz 1967.), Keniji (1980.) i Angoli (2004. – 2005.), dok su sojevi skupine B izolirani tijekom epidemije u DR Kongu (1999. – 2000.) i izoliranim slučajevima u Ugandi od 2007. do 2009. godine.

## Povijest
Marburški virus prvi je puta opisan 1967. godine, kada se proširio njemačkim gradovima Marburgom i Frankfurtom, kao i Beogradom, tadašnjim glavnim gradom Jugoslavije. Laboratorijski radnici stupili su u kontakt sa tkivom zaraženih zelenih zamoraca (Chlorocebus aethiops) u Behringwerkeu, velikoj tvornici u Marburgu koja je pripadala tvrtci Hoechst, a kasnije tvrtci CSL Behring. U početku je 31 osoba zaražena, a 7 je osoba od bolesti preminulo.

## Daljnje čitanje
- Klenk HD. 1999. Marburg and Ebola Viruses. Current Topics in Microbiology and Immunology. 235. Springer-Verlag. Berlin, Germany. ISBN 978-3-540-64729-4
- Klenk HD, Feldmann H. 2004. Ebola and Marburg Viruses: Molecular and Cellular Biology. Horizon Bioscience. Wymondham, Norfolk, UK. ISBN 978-1-904933-49-6
- Kuhn JH. 2008. Filoviruses: A Compendium of 40 Years of Epidemiological, Clinical, and Laboratory Studies. Archives of Virology Supplement. 20. Springer. Vienna, Austria. ISBN 978-3-211-20670-6
- Martini GA, Siegert R. 1971. Marburg Virus Disease. Springer-Verlag. Berlin, Germany. ISBN 978-0-387-05199-4
- Ryabchikova EI, Price BB. 2004. Ebola and Marburg Viruses: A View of Infection Using Electron Microscopy. Battelle Press. Columbus, Ohio, US. ISBN 978-1-57477-131-2